# Fabrizio Moro

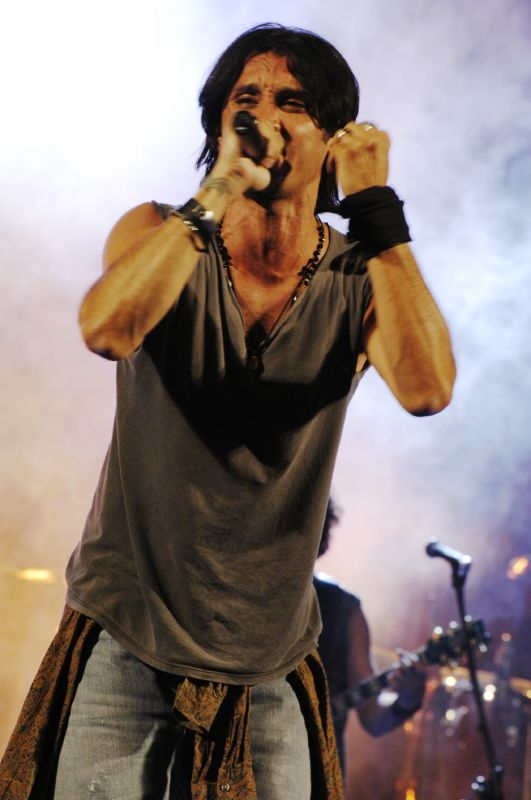
Fabrizio Moro in concert 20 juli 2007

Fabrizio Moro (Rome, 9 april 1975) is een Italiaanse zanger.
Moro leerde zichzelf gitaar spelen en trad vanaf halverwege de jaren negentig met bands op in clubs en cafés. In 1996 werd zijn eerste single Per tutta un’altra destinazione uitgebracht. In 2000 nam Moro voor het eerst deel aan het Festival van San Remo, en eindigde met het nummer Un giorno senza fine op de dertiende plaats in de categorie jongeren. Aansluitend op het festival werd het titelloze debuutalbum uitgebracht.
In de daarop volgende jaren bracht Moro enkele singles uit, die weinig succes hadden. In 2007 won de zanger met het nummer Pensa de categorie 'jongeren' van het Festival van San Remo. Dit nummer, met een sterke antimaffia boodschap, won eveneens de kritiekprijs.
In 2018 waagde Moro opnieuw zijn kans in het Festival van San Remo. Aan de zijde van Ermal Meta won hij de hoofdcompetitie. Hierdoor mocht het duo Italië vertegenwoordigen op het Eurovisiesongfestival 2018, gehouden in de Portugese hoofdstad Lissabon. Ze bereikten de vijfde plaats.